# 孔伯恭
孔 伯恭（こう はくきょう、生年不詳 - 469年）は、北魏の軍人。本貫は魏郡鄴県。

## 経歴
孔昭の子として生まれた。父の蔭官により給事中に任じられた。後に済陽男の爵位を受け、鷹揚将軍の号を加えられた。安南将軍・済州刺史として出向し、城陽公の爵位に進んだ。入朝して散騎常侍となった。
466年（天安元年）、南朝宋の徐州刺史の薛安都が彭城で北魏に帰順すると、宋の将軍の張永・沈攸之らが薛安都を攻撃したため、薛安都が北魏の朝廷に救援を求めた。伯恭は鎮東将軍の号を受けて、尚書の尉元を補佐して薛安都の救援に向かった。尉元の軍が于秺に入ると、宋の将軍の周凱は魏軍がやってきたと聞いて逃走した。張永は下礚に駐屯しており、王穆之に5000の兵を与えて武原で輜重を守らせていたが、伯恭らが武原を攻撃して落とした。張永はなすところなく軍を撤退させた。467年（皇興元年）1月、寒雪が降りしきって泗水は凍結し、張永と沈攸之は船を捨てて敗走した。伯恭らは進撃して、宋軍の戦死者や捕虜や凍死者は多数に上った。
8月、伯恭は下邳や宿預の城内に降伏を勧告する書状を送った。宋の沈攸之や呉喜らが数万の兵を率いて下邳に来援し、下邳を去ること50里あまりの焦墟の曲に軍を駐屯させた。伯恭は侯汾らに500騎を与えて泗水の南に置き、奚升らに500騎あまりを与えて泗水の北に展開させて、南北から宋軍を迎え撃たせた。伯恭はひそかに火車攻具を作らせて、水陸で並進させようと企図していた。沈攸之らは軍を樊階城に撤退させた。伯恭は孫天慶らに6000の兵を与えて零中峡に向かわせ、木を切って清水の水路を遮断させた。宋の寧朔将軍の陳顕達が2000の兵を率いて清水を遡上すると、沈攸之を迎えて、睢水と清水の合流地点に駐屯した。伯恭は軍を率いて清水を渡り、陳顕達の軍を撃破した。沈攸之は陳顕達の軍が敗れたと聞くと、清水の下流へと撤退していった。伯恭は麾下の諸将を分けて、清水の南北をはさんで沈攸之の後を追った。伯恭は睢陵城から東の零中峡に向かい、軍を分けて2道を取り、司馬の范師子らには清水の南から、伯恭は清水の西から進んで、沈攸之と会戦におよび、宋軍を撃破した。宋の将軍の姜産之・高遵世・丘幼弼・丘隆先・沈栄宗・陸道景らを斬り、沈攸之や呉喜らは軽騎で逃走した。勝利に乗じて80里あまりも追撃し、軍資や器械を鹵獲し、捕虜は1万を数えた。伯恭が宿預に進攻すると、宋の戍将の魯僧遵は城を捨てて夜間に逃走した。また伯恭は部将の孔太恒らに1000騎を徴募させて南の淮陽を攻撃させ、宋の淮陽郡太守の崔武仲が城を焼いて南に逃走すると、淮陽を占拠した。
468年（皇興2年）、伯恭は散騎常侍・都督徐南兗二州諸軍事・鎮東将軍・彭城鎮将に任じられ、東海公に封じられた。469年（皇興3年）10月、死去した。鎮東大将軍の位を追贈され、東海王に追封された。諡は桓といった。

## 伝記資料
- 『魏書』巻51 列伝第39
- 『北史』巻37 列伝第25